# 御坊駅
御坊駅（ごぼうえき）は、和歌山県御坊市湯川町小松原にある、西日本旅客鉄道（JR西日本）・紀州鉄道の駅である。

## 概要
JR西日本の紀勢本線と、紀州鉄道の紀州鉄道線が乗り入れる共同使用駅であり、JR西日本の管轄駅である。なお、紀勢本線の当駅を含む区間には「きのくに線」の愛称が制定されている。また、紀州鉄道線については当駅が起点である。
御坊市の代表駅であり、JR西日本の特急「くろしお」を含むすべての定期列車が停車し、当駅を始終着とする列車も多い、紀勢本線の主要駅である。なお、御坊駅は御坊市の中心部（紀州鉄道の紀伊御坊駅付近）から離れた旧湯川村域に所在している。
JR御坊駅の事務管コードは▲622077である。

## 歴史
- 1929年（昭和4年）4月21日：鉄道省紀勢西線の駅として開業[1][3]。
- 1930年（昭和5年）12月14日：紀勢西線が当駅から印南駅まで延伸される[1]。
- 1931年（昭和6年）6月15日：御坊臨港鉄道（現在の紀州鉄道）が当駅から御坊町駅（現在の紀伊御坊駅）まで開業[1]。
- 1949年（昭和24年）6月1日：公共企業体日本国有鉄道発足に伴い、その所属となる。
- 1959年（昭和34年）7月15日：現在の紀勢本線が全通、紀勢本線所属となる[1]。
- 1972年（昭和47年）3月15日：この日のダイヤ改正により、特急「くろしお」の一部が当駅に停車することとなる。
- 1973年（昭和48年）1月1日：御坊臨港鉄道が紀州鉄道に社名変更となる。
- 1978年（昭和53年）10月2日：紀勢本線和歌山駅 - 新宮駅間の電化による特急「くろしお」の電車化に伴い、すべての「くろしお」が停車。
- 1984年（昭和59年）
  - 2月1日：貨物の取り扱いを廃止[3]。
  - 3月24日：駅舎改築[4]。
- 1985年（昭和60年）3月14日：荷物扱い廃止[3]。
- 1987年（昭和62年）4月1日：国鉄分割民営化により西日本旅客鉄道の駅となる[1][3]。
- 2012年（平成24年）2月24日：みどりの券売機の使用を開始する[5]。
- 2016年（平成28年）12月17日：ICカード「ICOCA」の利用が可能となる[6]。ICカード専用簡易改札機で対応。
- 2019年（平成31年）4月14日：駅構内の留置線からホームに据付中の電車（225系5000番台）が脱線する事故が発生。人的被害はなかったが、この事故で運休やダイヤの乱れが生じた[7]。

## 駅構造
2面4線を有する地上駅となっている。単式と島式の混合ホーム2面3線を有する構造だが、駅舎に接する単式ホームは切欠きとなっており、同ホームは0番のりばとして使用している。紀州鉄道は0番のりば、それ以外はJR西日本が使用する。駅舎は1984年（昭和59年）に竣工したもので、延床面積約440平方メートルの鉄骨造り平屋建てである。3番のりばの横には留置線があり、車両の夜間滞泊に使用する。
紀伊田辺駅が管理する被管理駅で、紀伊田辺駅より地区駅長が配属されている。駅レンタカー業務も行っている。以前はレンタサイクル業務を行っていたが、2023年時点では（同業務を）行っていない。マルス端末設置駅。みどりの窓口、自動券売機、ICカード専用簡易改札機が設置されているが、自動改札機は非設置であるほか、紀州鉄道の乗車券は自動券売機では発売していない（後述）。また、2012年2月24日よりみどりの券売機が設置されている。 
「こども110番の駅」にも指定されている。

### のりば
| のりば | 路線        | 行先                             | 備考         |
| ------ | ----------- | -------------------------------- | ------------ |
| 0      | ■紀州鉄道線 | 西御坊方面                       |              |
| 1      | きのくに線  | 和歌山・天王寺・新大阪・京都方面 |              |
| 2      | きのくに線  | 和歌山方面                       | 主に当駅始発 |
| 2      | きのくに線  | 白浜・串本・新宮方面             | 一部列車のみ |
| 3      | きのくに線  | 白浜・串本・新宮方面             | 当駅始発含む |

付記事項
- 1番のりばが下り本線、2番のりばが中線、3番のりばが上り本線となっている。
- 日中は1番のりばに和歌山・新大阪方面行き特急、2番のりばに和歌山方面行き普通、3番のりばに紀伊田辺方面行き特急および普通が停車し、2・3番のりばで同一平面上での普通列車同士の乗り換えが可能である。当駅始発の和歌山方面行きは原則2番のりばであるが、一部1番のりばから発車する列車もある。また、毎日朝の和歌山方面・土曜休日ダイヤでの夜20時発の紀伊田辺方面については、当駅で特急に追い抜かれる列車も設定されている（上りの特急列車は3番のりばを使用するが、阪和線などでの遅延によってダイヤが乱れ3番のりばに紀伊田辺行き普通列車が待機している場合は、2番のりばで客扱いをする場合がある）。土曜・休日の6時台の和歌山方面行きは、終点の天王寺駅まで各駅に停車する。
- 夜間滞泊設定駅である。

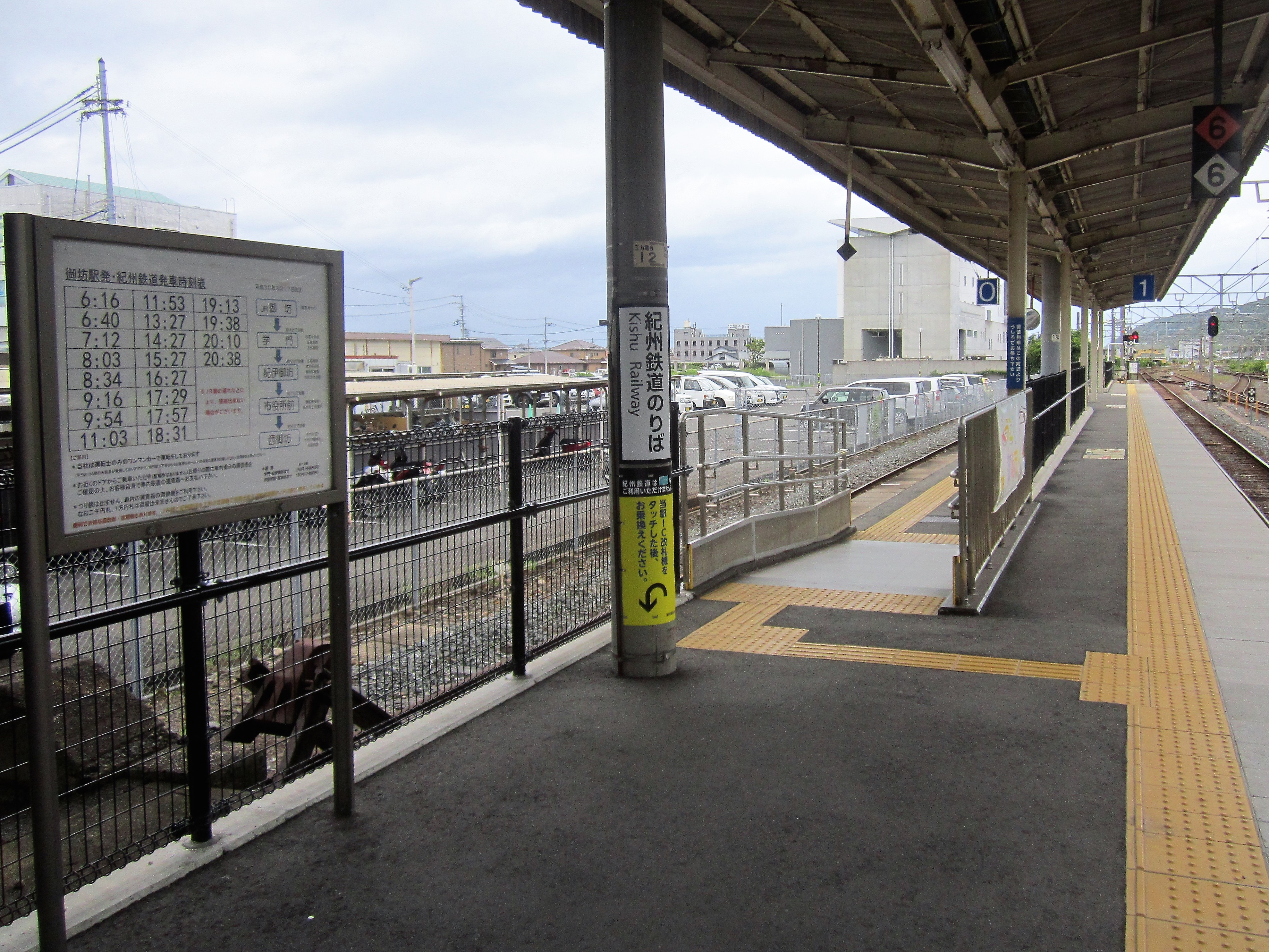
0番のりば（左：紀州鉄道）と1番のりば（右：JR西日本）（2019年8月）
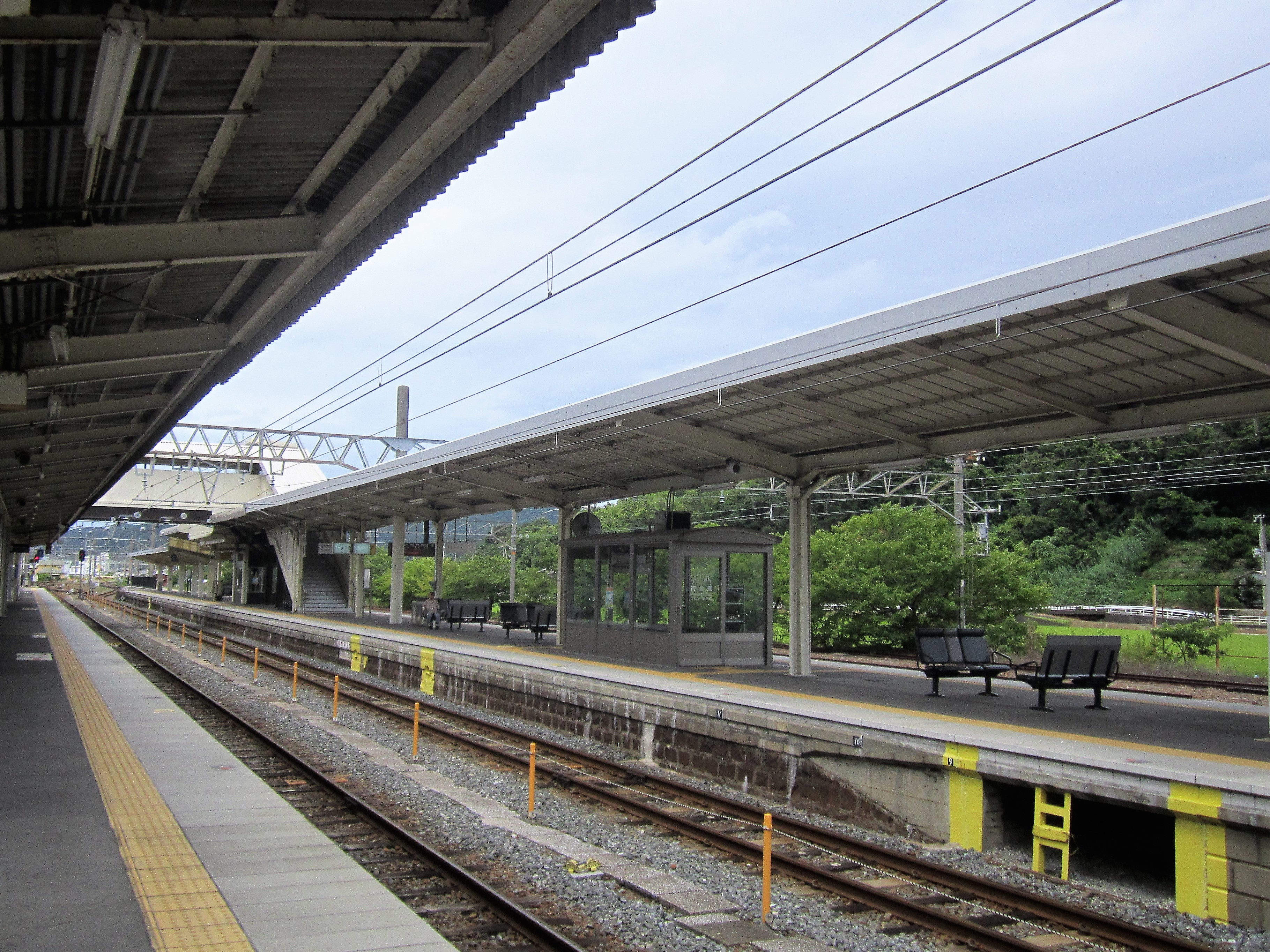
1番のりば - 3番のりばと留置線（2019年8月）
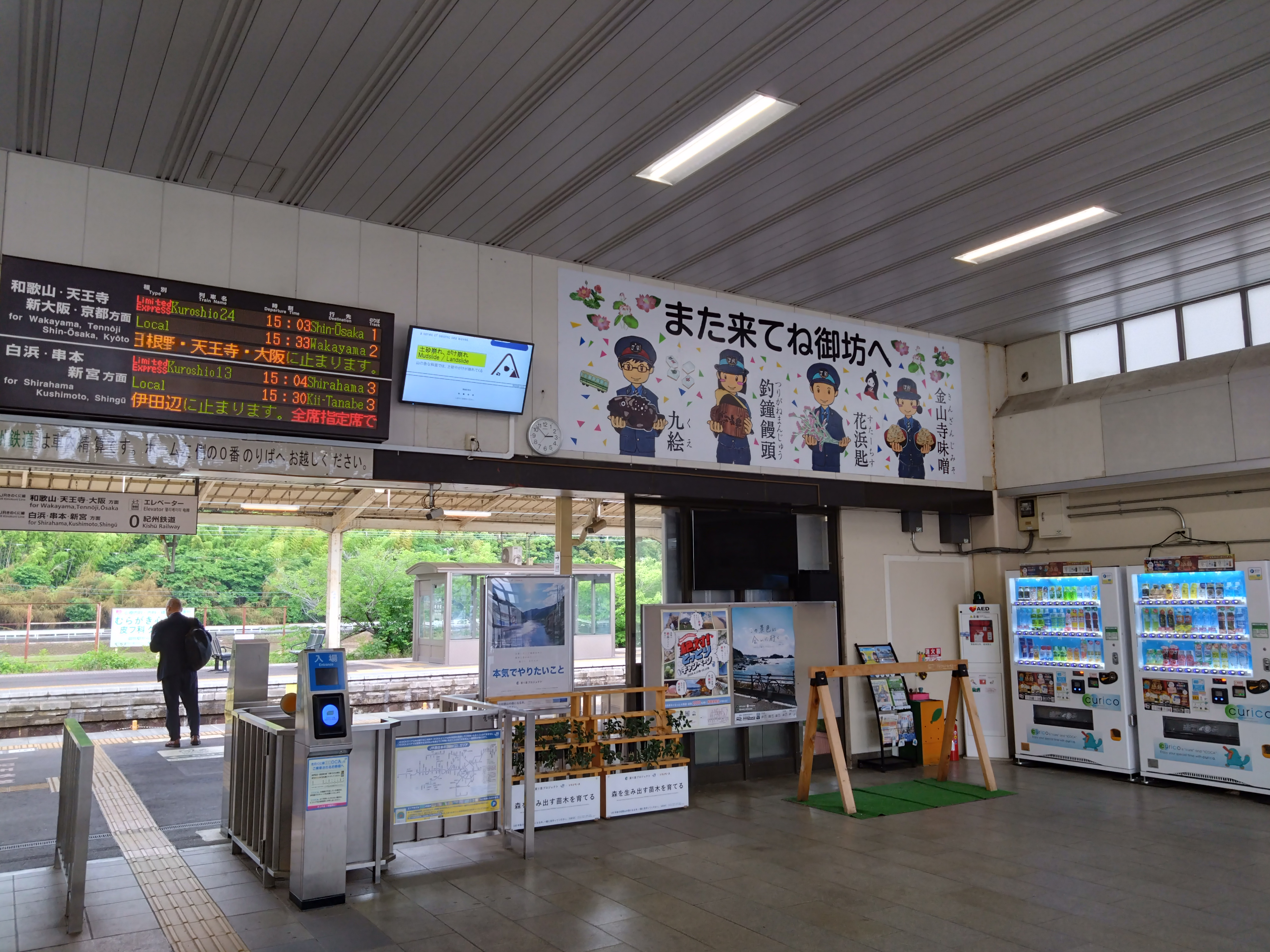
改札口（2025年6月）

### 紀州鉄道の利用について
当駅で紀州鉄道を利用する場合は、以下の扱いとなる。
- 御坊駅から紀州鉄道に乗車する場合、駅で乗車券は購入せず、紀州鉄道に乗車することを駅員に申し出て改札を通る[11]。
- 御坊駅で紀州鉄道から降車する場合、降車時に精算済票を受け取って改札口へ向かう。JR線に乗り換える場合でJRの乗車券を購入していない場合は、その際に御坊駅の窓口で購入する[12]。

## 利用状況
『和歌山県統計年鑑』および『統計ごぼう』によると、1日の平均乗車人員は以下の通りである。
| 年度               | JR西日本 | 紀州鉄道 |
| ------------------ | -------- | -------- |
| 1998年（平成10年） | 2,341    |          |
| 1999年（平成11年） | 2,276    |          |
| 2000年（平成12年） | 2,251    |          |
| 2001年（平成13年） | 2,179    |          |
| 2002年（平成14年） | 2,071    |          |
| 2003年（平成15年） | 2,028    |          |
| 2004年（平成16年） | 1,993    |          |
| 2005年（平成17年） | 1,927    | 49       |
| 2006年（平成18年） | 1,891    | 46       |
| 2007年（平成19年） | 1,867    | 46       |
| 2008年（平成20年） | 1,854    | 57       |
| 2009年（平成21年） | 1,873    | 73       |
| 2010年（平成22年） | 1,880    | 153      |
| 2011年（平成23年） | 1,793    | 143      |
| 2012年（平成24年） | 1,762    | 159      |
| 2013年（平成25年） | 1,773    | 142      |
| 2014年（平成26年） | 1,699    | 147      |
| 2015年（平成27年） | 1,717    | 156      |
| 2016年（平成28年） | 1,687    | 145      |
| 2017年（平成29年） | 1,653    | 138      |
| 2018年（平成30年） | 1,675    | 142      |
| 2019年（令和元年） | 1,575    | 141      |
| 2020年（令和02年） | 1,324    | 110      |
| 2021年（令和03年） | 1,286    | 133      |
| 2022年（令和04年） | 1,333    | 147      |

## 駅周辺
当駅は御坊市街の北端に位置し、市街はこの駅から南側に広がっている。和佐方面に路線を延ばすため、市街地から離れた中途半端な位置になってしまったと言われている。
御坊の市街の中枢部には紀州鉄道線が走り、紀伊御坊駅や市役所前駅が置かれている。駅の裏手には亀山がある。
- 近畿農政局和歌山統計情報事務所御坊出張所
- 御坊公共職業安定所
- 和歌山労働局御坊労働基準監督署
- 和歌山地方裁判所御坊支部
- 和歌山家庭裁判所御坊支部
- 和歌山地方裁判所御坊簡易裁判所
- 御坊保健所
- 和歌山県御坊警察署
- 御坊警察署御坊駅前交番
- 御坊市消防本部
- 御坊湯川郵便局
- 和歌山県立紀央館高等学校
- 御坊市立湯川小学校
- 御坊市立湯川中学校
- 亀山城址
- 愛徳山王子跡
- 九海士王子跡
- 日高別院 - 御坊の地名の由来
- 熊野御坊南海バス「御坊駅」停留所 - 印南線・日高川線・日の岬パーク線

## その他
- 普通列車は原則として当駅で乗り換えになる。なお、当駅 - 紀伊田辺駅間はワンマン運転対応の車両で運転する場合は基本的にワンマン運転を実施している。
- 2022年（令和4年）3月31日まで、当駅で乗車券類を購入し大阪方面へ往復特急を利用した場合に、駐車料金が48時間以内に限り無料となる「パークアンドライド」を実施していた。なお、駐車スペースは10台分用意されていた。
- 当駅で終電となる列車は2010年（平成22年）3月12日（始発駅基準）まで、途中印南駅・南部駅のみ停車する快速列車（新大阪駅始発）として紀伊田辺駅まで運転していたが、翌日のダイヤ改正で当駅止めとなった。
- 紀勢本線の当駅 - 多気駅間（283.8 km）はJRやその他の鉄道事業者の鉄道路線に接続する乗換駅が存在しない。これは日本においては最長である[15]。

## 隣の駅
西日本旅客鉄道（JR西日本）
 きのくに線（紀勢本線）
- 特急「くろしお」停車駅

■快速（当駅 - 和歌山駅・天王寺駅間内快速、当駅から道成寺方の各駅に停車）
道成寺駅 - 御坊駅 - 紀伊由良駅
■普通（阪和線内で直通快速または紀州路快速となる列車を含む）
道成寺駅 - 御坊駅 - 紀伊内原駅
紀州鉄道
■紀州鉄道線
御坊駅 - 学門駅